# باول كيلي (مغني أسترالي)
باول كيلي (بالإنجليزية: Paul Kelly) هو مغني وكاتب أغاني أسترالي، ولد في 13 يناير 1955 في أديلايد في أستراليا.

## وصلات خارجية
- الموقع الرسمي
- بول كيلي على موقع IMDb (الإنجليزية)
- بول كيلي على موقع ميوزك برينز (الإنجليزية)
- بول كيلي على موقع أول ميوزيك (الإنجليزية)
- بول كيلي على موقع ديسكوغز (الإنجليزية)
- بول كيلي على موقع قاعدة بيانات الفيلم (الإنجليزية)